# NGC 2819
NGC 2819 ist eine elliptische Galaxie mit aktivem Galaxienkern vom Hubble-Typ E1 im Sternbild Krebs auf der Ekliptik. Sie ist schätzungsweise 399 Millionen Lichtjahre von der Milchstraße entfernt und hat einen Durchmesser von etwa 165.000 Lj.
Das Objekt wurde am 21. Dezember 1863 von dem Astronomen Albert Marth mit einem 28-cm-Teleskop entdeckt.